# Судацький десант
Судацький десант — морська десантна операція Червоної армії, що відбулась з 16 по 27 січня 1942 року. Радянський десант, висаджений в Криму біля міста Судак, мав за мету здійснити підтримку основних сил Керченсько-Феодосійської операції загальними силами до двох полків. Однак, визначена радянським керівництвом мета не була досягнута, особовий склад зазнав значних втрат; командування флотське та фронтове не вжило жодних заходів щодо врятування вцілілих. Згідно різних джерел, відійти до партизанських загонів вдалося від 350 до 500 вцілілих червоноармійців.

## Передуючі обставини
По завершенні Керченсько-Феодосійської операції командування Кавказького фронту — командував генерал-лейтенант Дмитро Козлов — вимагає від керівництва Чорноморського флоту (віце-адмірал Пилип Октябрьський) здійснення відволікаючого десанту поблизу Судака, який мав відвести на себе частину уваги від радянських військ, котрі відступали з районів Керчі та Феодосії.
Завданням десанту було зайняття Судацької долини та села Таракташ, розбиття сил противника в районі Отузи — у співдії з Коктебельською радянською групою, та біля Старого Криму — з силами, що знаходилися там. Загальне керівництво десантом мав здійснювати контрадмірал Лев Владимирський.

## Десантування передової групи 6 січня та головного десанту
Формування десанту відбувалося в Новоросійську, в ніч з 5 на 6 січня 1942 року була висаджена перша група десанту в селі Новий Світ біля мису Чеканний (Чеканин-Кая) — це було 218 вояків зі складу 226-го гірсько-стрілецького полку — з сторожового катера та есмінця «Способний»; десантовані змогли непоміченими переміститися в нацистське запілля. При спробі захопити німецьку комендатуру в Новому Світі загинув командир групи та кілька бійців, ще кілька — зазначають радянські джерела — було захоплено та розстріляно допоміжними загонами кримських татар. Вцілілі десантники відійшли до лісу, де 11 січня при прочісуванні місцевості 51 з них був полонений (в інших джерелах — 39); решта групи переховувалася в лісі до приходу головних сил, не проявляючи себе.
12 січня при прочісуванні була виявлена радянська десантована розвідгрупа, 2 розвідники загинули в бою, 3 вдалося відійти, 2-х було полонено.
16 січня вцілілі бійці першого десанту з'єдналися із силами головного десанту в Судаку; в цьому відтинку операції звертає увагу на себе надзвичайне нехтування до життя бійців — ця група була передовим загоном десанту, план якого навіть не був ще напрацьований — його затвердили лише 10 січня, після чого власне й почалися підготування до головних десантних дій.
Увечері головні сили десанту виходять на вказане місце, по шляху були виявлені нацистською авіацією, беруть несправжній курс на Севастополь, маневр вдався. В ніч на 16 січня висаджуються головні сили десанту безпосередньо в Судацькій бухті — із складу 226-го гірсько-стрілецького полку 63-ї гірськострілецької дивізії 44-ї армії (командував майор Г. Н. Селіхов) — 1750 бійців з 4 гірськими 76-мм гарматами.
Десантування відбувалося за шторму силою в 7 балів та ураганному вітрі — з крейсера «Червоний Крим», есмінців «Смишлений» та «Шаумян», канонерського човна «Червоний Аджаристан», 6 катерів зразка «морський мисливець» — за артилерійської підтримки лінкора «Паризька комуна» та есмінців «Безупречний» (командир — капітан 3-го рангу Е. А. Козлов) і «Железняков». В операції також було задіяно 2 підводні човни — Щ-201 та М-55, котрі виконували роль плавучих маяків. З есмінців «Смишлений» та «Шаумян» були висаджені відволікаючі десантні групи в Новому Світі та східніше гори Алчак. Також було висаджено 4 десантні групи по 7-12 бійців.
У Судаку перебували румунські частини, які після артилерійського обстрілу втекли, до вечора радянські десантники зайняли Новий Світ, Кучук Таракташ (Новий Таракташ) та Біюк Таракташ (Великий Таракташ). Німецькі сили в місце дії десанту перекидають 8 гармат 22-го зенітного батальйону, 6 гармат з 560-го протитанкового батальйону та 3 гармати з 4-го румунського артилерійського полку.
Однак головне завдання десанту — сприяння наступу радянських військ біля Феодосії — втрачало сенс, оскільки 15 січня підрозділи 11-ї нацистської армії Еріха фон Манштейна перейшли до наступу та 17 січня Феодосія червоними силами була полишена.

## Подальші дії десанту та його загибель
Сили десанту займають кругову оборону — по одній роті перекрили дороги на Алушту та Грушівку, ще одна рота з 2 гарматами зайняла позиції навколо Судака. Головні сили полку рушили на Феодосію, де потрапили під удар німецьких військ; 19 січня Манштейн кидає проти радянських сил частини, що вивільнилися під Феодосією.
З 19 січня десантники мали контакти із партизанами, які здійснили кілька нападів на німецькі сили в районі Судака; з того ж дня позиції десантників Люфтваффе почало завдавати ударів по десантних позиціях.
Полковий авангард був оточений та в повному складі загинув у бою під селом Отузи — там було 2 румунські роти, румунський ескадрон та 1 німецька саперна рота; решта сил десанту до 22 січня оборонялася біля перевалу Сінор під майже безперервним артилерійським обстрілом. Вночі з 23 на 24 січня рештки десантного загону знімаються з позицій та укріплюються східніше Великого Таракташа; в часі з 16 по 23 січня десант діяв взагалі без будь-якої підтримки зі сторони головних радянських сил.
Незважаючи на загрозливі обставини для десанту, радянське військове керівництво приймає рішення не забирати десантників, а ще й посилити; 23 січня есмінець «Бодрий» довіз в Судак набої та забрав 40 поранених. Це було пов'язане з тим, що німецькі сили знову зайняли Феодосію та витіснили радянські частини на Ак-Монайські позиції. До того часу з десантниками були бійці першого батальйону 818-го полку 236-ї стрілецької дивізії на чолі з воєнкомом Г. С. Чаловим, відрізані від основних сил німецьким контрнаступом.
Вночі на 24 січня у Судаку висаджується 554-й гірськострілецький полк 138-ї гірськострілецької дивізії 44-ї армії, командиром був майор С. І. Забродоцький (в деяких джерелах — Забродоцький С. Г., Забродський) — загалом 1326 чоловік при 2 гарматах та кількох мінометах, та 150 вояків з роти морської піхоти Чорноморського флоту. До загону висадки входили крейсер «Червоний Крим», есмінець «Шаумян», тральник число 16, 4 сторожові катери; в загоні кораблів артилерійської підтримки знаходилися есмінці «Безупречний» та «Смишлений». Загальне керівництво операцією здійснював капітан 1-го рангу В. А. Андреєв — начальник штабу ескадри Чорноморського флоту.
Саме десантування відбувалося при штормовому вітрі та за мінусової температури, за таких умов 250 осіб з крейсера «Червоний Кавказ» не змогли висадитися, в тому ж часі було евакуйовано 200 поранених; однак ця підмога була запізнілою та не могла зарадити становищу.
26 січня до двох німецьких полків та 4-та румунська гірська бригада капітана Томеску починають головний наступ за підтримки танків та авіації, в ході якого десант зазнав значних втрат. Радянське військове керівництво ж не робило ніяких дій з порятунку десанту, 27 січня червоноармійці полишили Судак; по різних даних, від 350 до 500 бійців — серед них і командир полку Саліхов — змогли відійти до партизанів.
28 січня до Судака підходить загін кораблів Чорноморського флоту з черговим десантним поповненням — та знову без зв'язку із десантом. Командир загону, помітивши пересування на березі сил противника, відмінив висадку, загін повертається в Новоросійськ.
1 лютого до Другого партизанського загону прийшло 110 вояків із десанту, яких вів лейтенант Виноградов та технік-лейтенант Агеєв.
Німецькі та румунські втрати у боях проти Судацького десанту становили 874 людей вбитими; румунська бригада втратила убитими 260, 63 — зниклими безвісти, 571 поранений, про кількість поранених в нацистських частинах дані відсутні. Було захоплено радянських 7 протитанкових, 5 гірських гармат, 14 мінометів.
В деяких джерелах зазначається, що на німецькому боці брали участь збройні формування кримських татар — до 1000 чоловік — роти самооборони, їх втрати становили приблизно 400 вбитими та пораненими.
Інші кримські татари приєдналися зі зброєю в руках до десанту та вивели його залишки до партизанів, що знаходилися біля гори Перчем.

## Дослідження причин загибелі та вшанування десанту
Події, що відбувалися в різних частинах Криму, зокрема, в Судаку, у січні 1942 року, були спричинені нездатністю командування радянських фронту та флоту організувати успішні операції в той час. Про це засвідчує й цілковита плутанина у радянських донесеннях щодо дій десанту.
Такі дослідники, як А. Широкорад та В. Гончаров, вбачають, катастрофічний перебіг десанту в ненормальності ситуації, коли Чорноморський флот був переданий в оперативне підпорядкування Кавказьким фронтом. Армійське керівництво вимагало допомоги сухопутним військам, в тому числі й висадкою десантів, на прикладі десанту в Судаку видно, що поставлені завдання часто були неможливими до виконання. З іншого боку, командування флоту не піднімало питання до рівня Ставки ВГК та проводило завідома приречені десанти, такі, як Євпаторійський.
Майор Селіхов з січня по червень 1942 року очолював 2-й партизанський загін та одночасно керував зведеним загоном колишніх десантників; загинув в бою у лютому 1943 року.
На вшанування пам'яті учасників десанту в Судаку споруджено на місці братської могили десантників та червоних партизанів Курган Слави; 1974 року там встановлено пам'ятник. Також було встановлено пам'ятний знак в місці висадки десанту — на міській набережній, та пам'ятник на братській могилі десантників в Новому Світі.